# José Cornélio Guterres

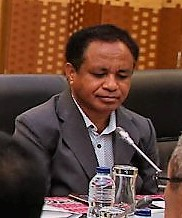
José Cornélio Guterres (2019)

José Cornélio Guterres (* 20. Dezember 1966) ist ein osttimoresischer Hochschullehrer.
Guterres war Professor an der Fakultät für Politik- und Sozialwissenschaften der Universidade Nasionál Timór Lorosa’e UNTL (Stand: 2008) und ist derzeit als Direktor des Post Graduate Program an der Fakultät für Sozial- und Geisteswissenschaften an der Universidade da Paz UNPAZ. Er erhielt in Indonesien ein Vordiplom und in Manila seinen Master und PhD. 2012 war Guterres Direktor für Forschung und Technische Information beim Sekretariat des Nationalparlaments.
Von 2018 bis 2023 war Guterres Mitglied des Staatsrats.

## Veröffentlichungen (Auswahl)
- Land ownership status of indigenous people of Dili City, East Timor, Thesis (M.Sc.Gen.Socio.), 2002, Asian Social Institute, Manila.
- Rapid Assessment on Child Labour in Timor Leste, ILO-IPEC, 2007, ISBN 92-2-020867-9.
- Timor-Leste – A Year of Democratic Elections, 2008.
- Sacred Ritual of Tara Bandu and Environmental Stewardship: A Phenomenological Study on the People of Mambae, Bunak and Fataluku, Timor-Leste, 2014, ISBN 3-639-66540-6.